# VBC Waremme
Volleybalclub Waremme, beter bekend als VBC Waremme is een Belgische volleybalclub uit Borgworm. 

De club komt uit in de Liga A, ook gekend als de Lotto Volley League.